# Zingiber wandingense
Zingiber wandingense är en enhjärtbladig växtart som beskrevs av Shao Quan Tong. Zingiber wandingense ingår i släktet Zingiber och familjen Zingiberaceae. Inga underarter finns listade i Catalogue of Life.